# Boeica
Boeica é um género botânico pertencente à família Gesneriaceae.

## Sinonímia
Boeicopsis
- Boeica brachyandra
- Boeica confertiflora
- Boeica ferruginea
- Boeica filiformis
- Boeica fulva
- Boeica griffithii
- Boeica guileana
- Boeica hirsuta
- Boeica multinervia
- Boeica nutans
- Boeica porosa
- Boeica stolonifera
- Boeica tonkinensis
- Boeica yunnanensis